# Pan-Pacific Championship

Logo der Veranstaltung 2008

Die Pan-Pacific Championship war ein Fußballturnier zwischen Mannschaften aus Japan, Südkorea, USA, Kanada, Australien und Neuseeland. Die Vereine kamen aus der Major League Soccer (USA, Kanada), der J-League (Japan), der A-League (Australien, Neuseeland) und der K-League (Südkorea). Ausrichter des Turniers war die MLS und Soccer United Marketing.
Die Erstauflage des Turniers bestand aus vier Teams und fand Ende Februar 2008 auf Hawaii statt. Houston Dynamo und Los Angeles Galaxy reisten als Vertreter der MLS an. Gamba Osaka nahm als japanische Mannschaft teil und die teilnehmende Mannschaft aus der A-League war der Sydney FC.
Seit 2009 fand keine Austragung mehr statt. 2012 wurde mit Mannschaften aus den Ländern, welche bereits an der Pan-Pacific Championship teilgenommen haben, auf Hawaii das Hawaiian Islands Invitational ausgetragen.

## Bisherige Turniere
| 2008 Details | Vereinigte Staaten | Gamba Osaka Japan        | 6:1 (2:1)           | Houston Dynamo Vereinigte Staaten     | Los Angeles Galaxy Vereinigte Staaten | 2:1 (2:1) | Sydney FC Australien                        |
| 2009 Details | Vereinigte Staaten | Suwon Bluewings Südkorea | 1:1 (2:1) 4:2 i. E. | Los Angeles Galaxy Vereinigte Staaten | Ōita Trinita Japan                    | 2:1 (2:1) | Shandong Luneng Taishan Volksrepublik China |